# Pirolatal

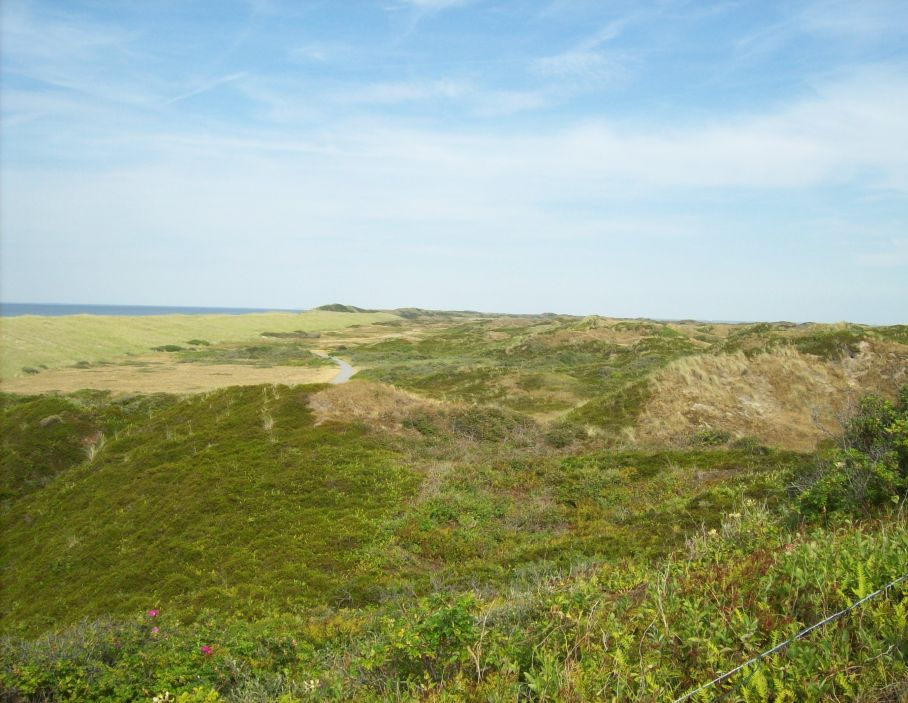
Pirolatal vom Fuße der Seenotrettungsstation aus gesehen

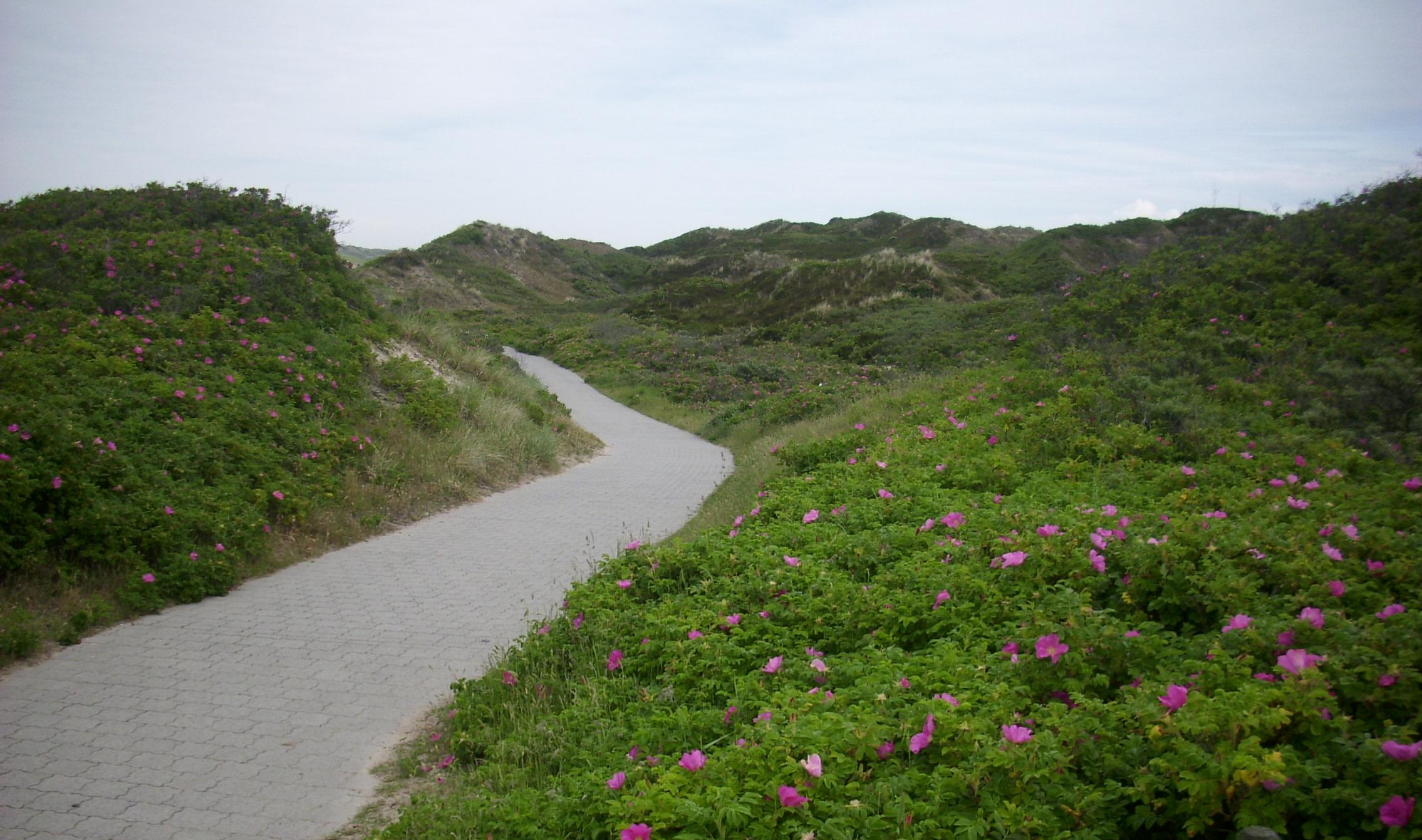
Blick in das Pirolatal

Das Pirolatal bezeichnet ein Dünengebiet auf der Nordseeinsel Langeoog.
Benannt ist es nach der unter Naturschutz stehenden Pflanze Pirola (Pyrola rotundifolia), die nach Trockenlegung des Pirolatales selten geworden ist. Stattdessen ist hier nun eine trockene Krähenbeer-Heide vorzufinden.
Es befindet sich im westlichen Teil der Insel nordöstlich des bewohnten Bereichs Langeoogs. Durch das etwa zwei Kilometer lange und 100 bis 200 Meter breite Pirolatal führt der Pirolaweg von Westen nach Osten. Dieser endet – wie auch das Gebiet selbst – westlich des Schloppsees. Im Norden des Pirolatals bildet eine hohe Dünenkette die natürliche Abgrenzung zum davor gelegenen Strand. Diese Schutzdünen wurden bei zurückliegenden Sturmfluten des Öfteren erheblich in Mitleidenschaft gezogen, so dass sie Gegenstand derzeitiger Küstenschutzmaßnahmen sind. In diesem Zusammenhang erfolgte im Jahr 2007 eine künstliche Verstärkung der Schutzdünen durch rückwärtige Sandaufschüttungen verbunden mit Strandhaferanpflanzungen zur Stabilisierung dieser im Jahr 2009. Dies führte gleichzeitig zur Verlegung eines Teilabschnitts des Pirolawegs. Die Kosten dieser Maßnahme, bei der 120.000 Kubikmeter Sand verbaut wurden, beliefen sich auf 600.000 Euro im Jahr 2007 und weitere 760.000 Euro im Folgejahr, in dem eine erneute Dünenverstärkung erfolgte.
In den Jahren 2010 und 2013 erfolgten als weiterer Sturmflutschutz an der Seeseite vor den Schutzdünen Sandvorspülungen in einer Größenordnung von 450.000 bzw. 500.000 Kubikmeter.